# 家正治
家 正治（いえ まさじ、1937年（昭和12年） - ）は、日本の法学者。専門は国際法学。神戸市外国語大学名誉教授、姫路獨協大学名誉教授。京都府生まれ。

## 主体思想
2017年1月28日に大阪市で開催された「新春 日朝友好芸術のつどい」実行委員会の実行委員長を務めた。
2017年4月14日には、北朝鮮の親善勲章第2級を受勲している。
2018年、埼玉大学名誉教授の鎌倉孝夫を団長、「福島朝鮮学校を支援する会」会長の住谷圭造を秘書長とする代表団の副団長として北朝鮮を訪問した。
2020年1月11日に沖縄県立博物館・美術館で開催された、北朝鮮の指導者金正恩の誕生日を祝賀するための「チュチェ思想新春セミナー」に、高良鉄美（参議院議員）、平良研一（沖縄大学名誉教授）、尾上健一（チュチェ思想国際研究所事務局長）らとともに参加し、みずからは講演を行った。講演では、「人々の自主性を擁護し、自主的で平和な社会を実現するためには集団主義思想であるチュチェ思想（主体思想）が大切になっていると強調し、日本の自主平和のためのたたかいをともに力強くおしすすめていきたい」と述べた。現在、金正恩著作研究会の顧問を務めている。

## 学歴
- 1956年3月 - 京都府立洛北高等学校卒業
- 1962年3月 - 同志社大学法学部政治学科卒業
- 1964年3月 - 京都大学大学院法学研究科公法専攻修士課程修了
- 1967年3月 - 同博士課程単位取得満期退学

## 経歴
- 1966年 - 1967年 神戸市外国語大学外国語学部 助手[5]。
- 1967年 - 1969年 同 講師
- 1969年 - 1979年 同 助教授
- 1979年 - 2001年 同 教授
- 2001年 - 2008年 姫路獨協大学法学部 教授

## 人物
- アジア・チュチェ思想研究所理事[6]
- 金日成・金正日主義研究全国連絡会代表世話人[7]
- 同和住宅家賃値上げ反対運動を支える会会長[8]
- 日本国際法律家協会の副会長
- 地球市民の会の日本支部代表[9]

## 主な著作
- 非自治地域制度の展開（神戸市外国語大学外国学研究所 1974）
- 国際連合と民族自決権の適用（神戸市外国語大学外国学研究所 1980.3）
- 国連・安保・平和憲法（えるむ書房 共著 1995.10）
- 冷戦終結後の新国際秩序の研究（神戸市外国語大学外国学研究所 共著 1995.3）
- 在日朝鮮人の人権と国際環境（神戸市外国語大学外国学研究所 2000.3）
- 国際紛争と国際法（嵯峨野書院 2008.2）